# 보복 (2008년 영화)
보복(Revanche)은 오스트리아에서 제작된 괴츠 스필만 감독의 2008년 범죄, 드라마, 멜로/로맨스, 스릴러 영화이다. 조한스 크리쉬 등이 주연으로 출연하였고 산드라 볼레 등이 제작에 참여하였다.

## 출연

### 주연
- 조한스 크리쉬
- 이리나 포타펜코
- 안드레아스 러스트
- 우슬라 스트라우스
- 조한스 산헤이저

### 조연
- 하노 포스클
- 막달레나 크로피우닉
- 토니 슬라마
- 해리스 빌라베고빅
- 마이클-요아킴 헤이스
- 토머스 라드레프
- 알렉산더 로츠키
- 린드 프레로그

## 제작진
- 미술: 마리아 그루버
- 의상: 모니카 버팅거
- 배역: 리타 바스질로빅스